# 大野雄次
大野 雄次（おおの ゆうじ、1961年2月2日 - ）は、千葉県富津市出身の元プロ野球選手（内野手）、解説者。

## 来歴・人物
小学校2年の時に野球を始め、中学時代はから捕手。君津商業高校でも捕手として高校通算48本塁打を記録し、専修大学に進学したが1年の夏に肩を壊して3ヶ月間入院。中退して地元の川崎製鉄千葉に入社するが、最初はなかなか芽が出なかった。
1985年に内野手に転向すると、それまで正捕手であった鬼嶋一司監督の抜擢もあり5月のベーブルース杯で2本塁打を放ってチームの初優勝に貢献。同年には公式戦で打率.347、10本塁打、29打点を上げて名を上げた。この年の秋に西武ライオンズの入団テストに合格したが、ドラフト外入団の扱いであり、評価を上げてからプロ入りしたいと思い直してチームに残留した。
1986年には都市対抗野球に4番として出場、初戦から2試合で2本塁打を放つなど打率.419、14本塁打、32打点とさらに成績を上げる。

### 現役時代

#### 横浜大洋ホエールズ時代
同年のドラフト4位で横浜大洋ホエールズに入団。入団時に既に子供がおり、「子連れルーキー」と称された。
1987年は6月25日のヤクルト戦（横浜）に6番・一塁手で初先発・初出場を果たし、高野光から初安打も記録。3日後の同28日には巨人戦（後楽園）で4回表に加藤初から適時打を放って初打点、さらに同30日の阪神戦（平塚）で4回裏に工藤一彦からソロ本塁打を放って初本塁打を記録。1年目は108打数で5本塁打を含む10本の長打を記録して長打力をアピールしたが、打率は.231に留まった。
1988年にはオープン戦でチームトップの4本塁打・14打点を記録して開幕スタメンを勝ち取ったが、開幕3連戦で9打数6三振と大崩れして二軍落ちし、一塁手も務めるジム・パチョレックの活躍もあって、結局同年は25打数で僅か3安打に終った。
1989年には5月13日の中日戦（横浜）で自身初の4打数4安打を放つなど、119打数33安打で打率.277。
1990年には30試合に先発出場するなど、主に3番、6番で三塁手として出場。126打数39安打で打率.310と勝負強い打撃で結果を残した。
1991年はパチョレックが離脱した際に4番も務めたが、やはり本職でない三塁守備が課題となって須藤豊監督の構想から外れる。

#### 読売ジャイアンツ時代
1992年、鴻野淳基との交換トレードで読売ジャイアンツへ移籍。
1992年は7月5日のヤクルト戦で延長11回表に代打で角盈男から決勝の本塁打を放つなど控えながら一軍に定着する。
1993年は長嶋茂雄監督の就任に伴い、長嶋一茂が移籍すると出番がなく、ジュニア日本選手権では先制打を放って優秀選手となるが11月に自由契約となった。

#### ヤクルトスワローズ時代
その後は巨人で1年目の監督であった藤田元司の伝手で西武への移籍が決まりかけていたが野村克也監督も興味を示したことで、
1994年にヤクルトスワローズへ移籍。同年秋には右肩を脱臼している。
1995年のオリックスとの日本シリーズでは10月21日の第1戦（GS神戸）では清原雄一から代打本塁打を放ち、史上4人目のシリーズ初打席初本塁打を記録。
1996年には4月16日の阪神戦（甲子園）で2点を追う9回表に一死満塁という場面で秦真司が代打に送られるが、代打の代打に大野が送られて同年の初打席に入り、古溝克之からNPB史上5人目となる代打の代打で逆転満塁本塁打を放った。同年には8月10日の広島戦（神宮）でも石井弘寿の代打で山内泰幸から逆転満塁本塁打を放ち、当時の日本記録となるシーズン2度の代打逆転満塁本塁打を記録。同年には8安打ながらうち4本が本塁打であり、代打の切り札として野村再生工場で再活躍した選手の1人となった。「代打では変化球の軌道がイメージできない」との理由から、ストレートだけに的を絞るバッティングにこだわり、チームメイトから「槍」と揶揄されていた。
1997年に風疹で40度の高熱に苦しみ1週間寝込んだが、その間に筋力が落ちて0本塁打に終わる。
1998年に現役を引退。大洋→巨人→ヤクルトという関東圏のセ・リーグ3球団を渡り歩いた（他に平田薫）。入団から数年間は和製大砲として春先は毎年期待されていたが、本職が外国人選手と競合する一塁手であり、三塁や外野にも挑戦したが守備面の課題は克服できずに主に左投手時の代打としての起用が多くなった。

### 引退後
1999年からJ SPORTS解説者を務めながら、都内の鰻店での修行を経てJR田町駅前で鰻・牛タンの小料理屋「大乃」を経営しているほか、スポーツ教室や講演等をこなしている。尚、同店舗が入るビル閉鎖に伴い2024年1月をもって閉店した。
2013年より2017年まで富山県のクラブチーム・ロキテクノベースボールクラブ監督を務める。
2018年からは同チームのシニアディレクターを務めている。
2020年6月27日、現役時代に所属経験のある巨人とOBスカウトとしての契約を締結し、神奈川エリアの有望選手の情報を巨人に提供する役割を担うことになった。

## 詳細情報

### 年度別打撃成績
| 年 度      | 球 団      | 試 合 | 打 席 | 打 数 | 得 点 | 安 打 | 二 塁 打 | 三 塁 打 | 本 塁 打 | 塁 打 | 打 点 | 盗 塁 | 盗 塁 死 | 犠 打 | 犠 飛 | 四 球 | 敬 遠 | 死 球 | 三 振 | 併 殺 打 | 打 率 | 出 塁 率 | 長 打 率 | O P S |
| ---------- | ---------- | ----- | ----- | ----- | ----- | ----- | -------- | -------- | -------- | ----- | ----- | ----- | -------- | ----- | ----- | ----- | ----- | ----- | ----- | -------- | ----- | -------- | -------- | ----- |
| 1987       | 大洋       | 42    | 119   | 108   | 15    | 25    | 3        | 2        | 5        | 47    | 19    | 2     | 2        | 1     | 2     | 6     | 0     | 2     | 18    | 3        | .231  | .280     | .435     | .715  |
| 1988       | 大洋       | 19    | 28    | 25    | 1     | 3     | 1        | 0        | 0        | 4     | 1     | 0     | 0        | 0     | 1     | 1     | 0     | 1     | 10    | 0        | .120  | .179     | .160     | .339  |
| 1989       | 大洋       | 51    | 124   | 119   | 7     | 33    | 9        | 0        | 1        | 45    | 15    | 0     | 0        | 2     | 0     | 3     | 0     | 0     | 32    | 2        | .277  | .295     | .378     | .673  |
| 1990       | 大洋       | 57    | 149   | 126   | 17    | 39    | 8        | 0        | 5        | 62    | 18    | 0     | 1        | 2     | 1     | 19    | 3     | 1     | 21    | 1        | .310  | .401     | .492     | .893  |
| 1991       | 大洋       | 49    | 137   | 117   | 17    | 27    | 6        | 0        | 4        | 45    | 19    | 0     | 0        | 2     | 2     | 15    | 0     | 1     | 18    | 2        | .231  | .319     | .385     | .703  |
| 1992       | 巨人       | 51    | 85    | 75    | 8     | 18    | 5        | 0        | 2        | 29    | 7     | 0     | 0        | 0     | 0     | 10    | 0     | 0     | 19    | 2        | .240  | .329     | .387     | .716  |
| 1993       | 巨人       | 1     | 1     | 1     | 0     | 0     | 0        | 0        | 0        | 0     | 0     | 0     | 0        | 0     | 0     | 0     | 0     | 0     | 0     | 0        | .000  | .000     | .000     | .000  |
| 1994       | ヤクルト   | 57    | 114   | 97    | 11    | 21    | 2        | 0        | 5        | 38    | 12    | 1     | 0        | 0     | 0     | 17    | 0     | 0     | 30    | 4        | .216  | .333     | .392     | .725  |
| 1995       | ヤクルト   | 46    | 33    | 29    | 2     | 8     | 2        | 0        | 1        | 13    | 11    | 0     | 0        | 0     | 1     | 3     | 0     | 0     | 9     | 2        | .276  | .333     | .448     | .782  |
| 1996       | ヤクルト   | 47    | 42    | 36    | 5     | 8     | 1        | 0        | 4        | 21    | 10    | 0     | 0        | 0     | 0     | 6     | 1     | 0     | 10    | 3        | .222  | .333     | .583     | .917  |
| 1997       | ヤクルト   | 35    | 39    | 38    | 2     | 8     | 2        | 0        | 0        | 10    | 4     | 0     | 2        | 0     | 0     | 1     | 0     | 0     | 11    | 2        | .211  | .231     | .263     | .494  |
| 1998       | ヤクルト   | 2     | 5     | 5     | 0     | 0     | 0        | 0        | 0        | 0     | 0     | 0     | 0        | 0     | 0     | 0     | 0     | 0     | 1     | 0        | .000  | .000     | .000     | .000  |
| 通算：12年 | 通算：12年 | 457   | 876   | 776   | 85    | 190   | 39       | 2        | 27       | 314   | 116   | 3     | 5        | 7     | 7     | 81    | 4     | 5     | 179   | 21       | .245  | .318     | .405     | .722  |

### 記録
初記録
- 初出場・初先発出場：1987年6月25日、対ヤクルトスワローズ戦（横浜スタジアム）、6番・一塁手で先発出場
- 初安打：同上、高野光から
- 初打点：1987年6月28日、対読売ジャイアンツ戦（後楽園球場）、4回に加藤初から適時打
- 初本塁打：1987年6月30日、対阪神タイガース戦（平塚球場）、4回に工藤一彦からソロ

その他の記録
- 代打の代打で満塁本塁打：1996年4月6日、対阪神タイガース戦 ※NPB史上5人目[3]

### 背番号
- 8 （1987年 - 1991年）
- 32 （1992年 - 1993年）
- 30 （1994年 - 1998年）